# Powderham Castle
Powderham Castle is een kasteel in het Engelse graafschap Devon. Het kasteel ligt in de gelijknamige plaats Powderham negen kilometer ten zuiden van Exeter.

## Geschiedenis
Het originele bouwwerk op de plaats was een verstevigd landhuis dat in de 14e eeuw eigendom werd van de graaf van Devon. Gedurende de Rozenoorlogen werd in 1455 het kasteel belegerd door Thomas I van Devon nadat het in handen was gekomen van een rivaliserende familie. Tijdens de Engelse Burgeroorlog werd het landhuis ernstig beschadigd, waardoor het lange tijd onbewoonbaar was. Pas rond 1700 herstelde William VI van Devon het landhuis. Rondom deze tijd begon men ook de plaats aan te duiden als een kasteel, hoewel het niet het uiterlijk van een kasteel had. Het landhuis had wel de beschikking over een courtine, dat echter in de 18e eeuw werd afgebroken. Pas in de 19e eeuw bouwde men aan de westzijde van het huis enkele kasteelelementen, waaronder het huidige poortgebouw.

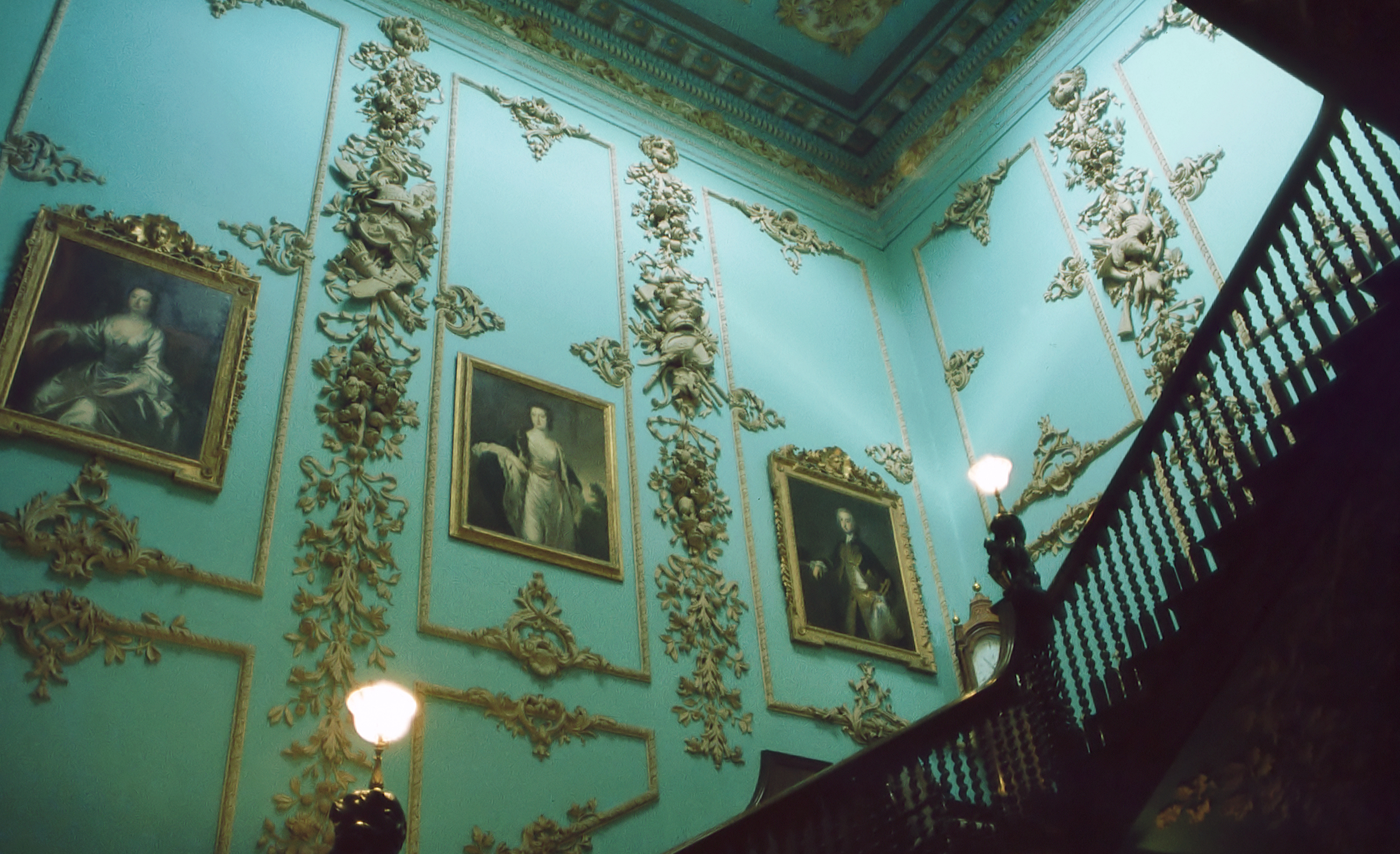
Het rijkgedecoreerde trappenhuis

## Inrichting
Het kasteel kent nog haar oorspronkelijke grondplan uit de 14e en 15e eeuw. Het kasteel kent een marmeren zaal die in 1755 werd voltooid op de plaats van de oude grote hal. Dertig jaar later werd in opdracht van graaf William VIII van Devon een muziekkamer opgeleverd dat was ontworpen door James Wyatt.